# Alvarezsauridae
Alvarezsauridele sunt o familie enigmatică de dinozauri de cel puțin 2 metri, cu labe mari și înrudiți cu păsările și cu Ornithomimus. Au apărut în Argentina și au fost găsiți și în Mongolia și România. Datorită microscopului electronic, știm că unii aveau pene.

## Legături externe
- RE: Alvarezsauridae splitting Arhivat în 6 august 2016, la Wayback Machine., by Thomas R. Holtz, Jr., from the Dinosaur Mailing List.
- The Holy of Holies... Dinosauria II Arhivat în 6 august 2016, la Wayback Machine., by Thomas R. Holtz, Jr., from the Dinosaur Mailing List (mentions in passing the alvarezsaurid Rapator hypothesis seeing print for the first time; it had been rumored on the list for several years prior)